# 王言 (正德進士)
王言（1487年—？年），字良謨，河南弘農衛（駐在盧氏縣西白华关）軍籍，山西臨縣人。

## 生平
治《礼记》，行四，正德二年（1507年）由陕州學增廣生中式丁卯科河南鄉試第六十六名舉人，正德三年（1508年）聯捷戊辰科會試第二百五十六名，第三甲第二百九名進士。正德十五年由刑部郎中升任順德府知府，嘉靖元年（1522年）任大名府知府，四年四月升山东按察司副使，分守曹濮河道，六年以病去职。

## 家族
曾祖王顺，總囗。祖父王剛，壽官。父王瑀。母時氏；继母趙氏。重庆下。兄縉、卿（贡士）、畿。